# حارة الشهداء
حارة الشهداء أو ممشى الشهداء (بالأذرية: Şəhidlər Xiyabanı) وتعرف سابقا باسم متنزه كيروف، هي مقبرة ونصب تذكاري في باكو، أذربيجان تم تخصيصها لقتلى المذبحة التي قام بها الجيش السوفياتي خلال أحداث يناير الأسود عام 1990، وقتلى حرب مرتفعات قرة باغ في الفترة 1988-1994.

## التاريخ
في الأيام الأخيرة من الحرب العالمية الأولى، اندلع القتال في باكو نتيجة للحرب الأهلية الروسية، مع أربع مجموعات تقاتل من أجل السيطرة على المنطقة بعد انهيار الإمبراطورية الروسية. تقاتل كل من البلاشفة والمناشفة والأرمن والأذريين مع بعضهم البعض. قُتل الكثير من الناس في القتال، بما فيهم قوة بريطانية صغيرة أُرسلت لمنع سقوط باكو في أيدي الروس. كان موقع «ممشى الشهداء» أول مقبرة إسلامية لضحايا أحداث مارس عام 1918. 
تم تدمير المقبرة بالكامل وانتشال الجثث بعد وصول البلاشفة إلى السلطة، وتم إنشاء متنزه في الموقع وتثبيت تمثال للزعيم البلشفي سيرجي كيروف.  بعد انهيار الاتحاد السوفيتي، تمت إزالة التمثال وكامل مرافق المتنزه وتمت استعادة الموقع كموقع لدفن الأبطال القوميين.  أول من دفن في النصب التذكاري الجديد كان أولئك الذين لقوا حتفهم خلال أحداث يناير الأسود عام 1990 عندما غزت القوات السوفيتية باكو. 
تم استخدام النصب التالي لدفن جثث الرجال الذين ماتوا في حرب ناغورني كاراباخ، وهو نزاع مسلح دار في الفترة من فبراير 1988 إلى مايو 1994، في جيب صغير من ناغورنو كاراباخ جنوب غرب أذربيجان، بين الأغلبية الأرمنية في ناغورنو كاراباخ مدعومين من أرمينيا، وجمهورية أذربيجان. 

## التصميم
يقدر أن حوالي 15000 شخص دفنوا في المقبرة. وتقع على تل في جنوب المدينة يطل على بحر قزوين. تعتبر المقبرة مكانا لتخليد أولئك الذين ضحوا بحياتهم من أجل استقلال أذربيجان، كما يجذب الآلاف من الزوار كل عام. 

## النصب التذكارية
يقع النصب التذكاري للشعلة الأبدية في حارة الشهداء وغالبا ما يزوره الرؤساء الأذريون وغيرهم من كبار الشخصيات. 
حارة الشهداء هي أيضا موطن لنصب شهداء باكو التركي، وهو نصب تذكاري كبير للقوات التركية البالغ عددهم 1130 الذين قُتلوا أثناء قتالهم للقوات البلشفية والقوات الأرمينية خلال معركة باكو في عام 1918. بجانب النصب التذكاري يوجد مسجد الشهداء، والذي شيّده الأتراك أيضا.  يحتوي النصب التذكاري على كتلة سداسية مغطاة بالجرانيت الأحمر؛ يحتوي كل وجه على نجمة هلال من الرخام الأبيض الخالص، كتلك الموجودة في العلم الوطني التركي. كشف عنها النقاب الرئيس التركي السابق سليمان ديميريل والرئيس الأذري حيدر علييف في حفل رسمي في سبتمبر عام 1999. 

## مجمع اللهب الخالد التذكاري

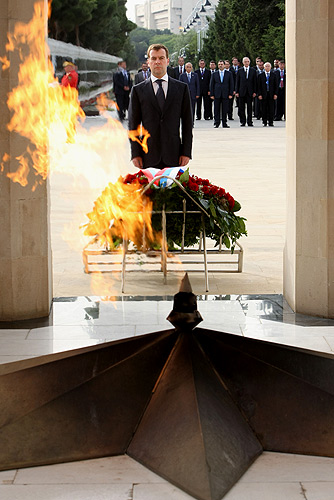
الرئيس ديمتري ميدفيديف في نصب الشعلة الخالدة.

تم طرح اقتراح إنشاء النصب التذكاري للشعلة الأبدية في عام 1994. وافق برلمان أذربيجان، بمبادرة من الرئيس علييف، فيما بعد على إقامة نصب تذكاري وطني لذكرى الشهداء الأذريين. علييف شخصيا أشرف على المشروع.
تم افتتاح النصب في 9 أكتوبر 1998.

## أشخاص بارزون دفنوا فيها
ينتمي أول قبر في مدخل حارة الشهداء للزوجين فريزا وإلهام إلفيردييف اللذين توفيا في يناير الأسود. قتل إلهام برصاص القوات السوفيتية وانتحرت فاريزا بعد سماعها خبر وفاة زوجها.   أصبح القبر رمزا للإخلاص والحب.  تحتوي المقبرة أيضًا على قبور الصحافيين تشينجيز مصطفاييف وسالاتين أسجاروفا، اللذين قتلا خلال حرب ناغورنو كاراباخ. 

## معرض صور

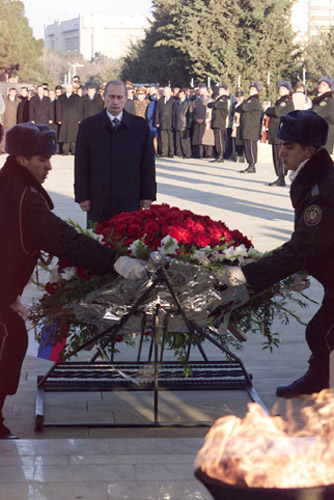
الرئيس فلاديمير بوتين يضع إكليلا من الزهور على النصب التذكاري.
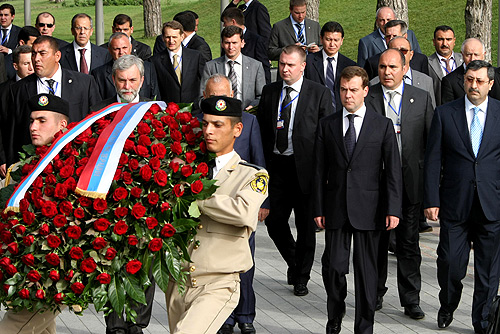
الرئيس ديمتري ميدفيديف يضع إكليلا من الزهور على نصب الشعلة الخالدة.
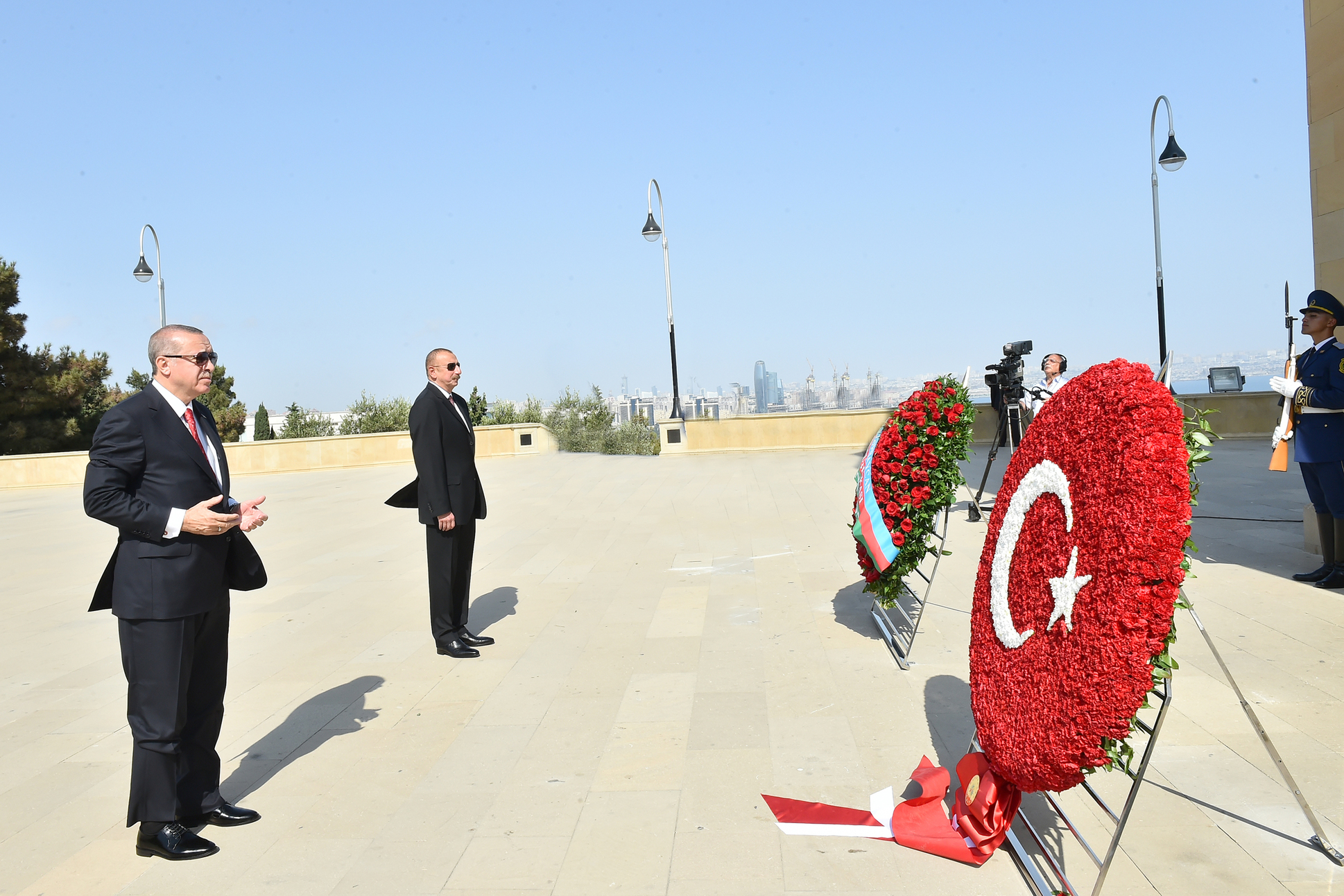
رجب طيب أردوغان وإلهام علييف في النصب التذكاري
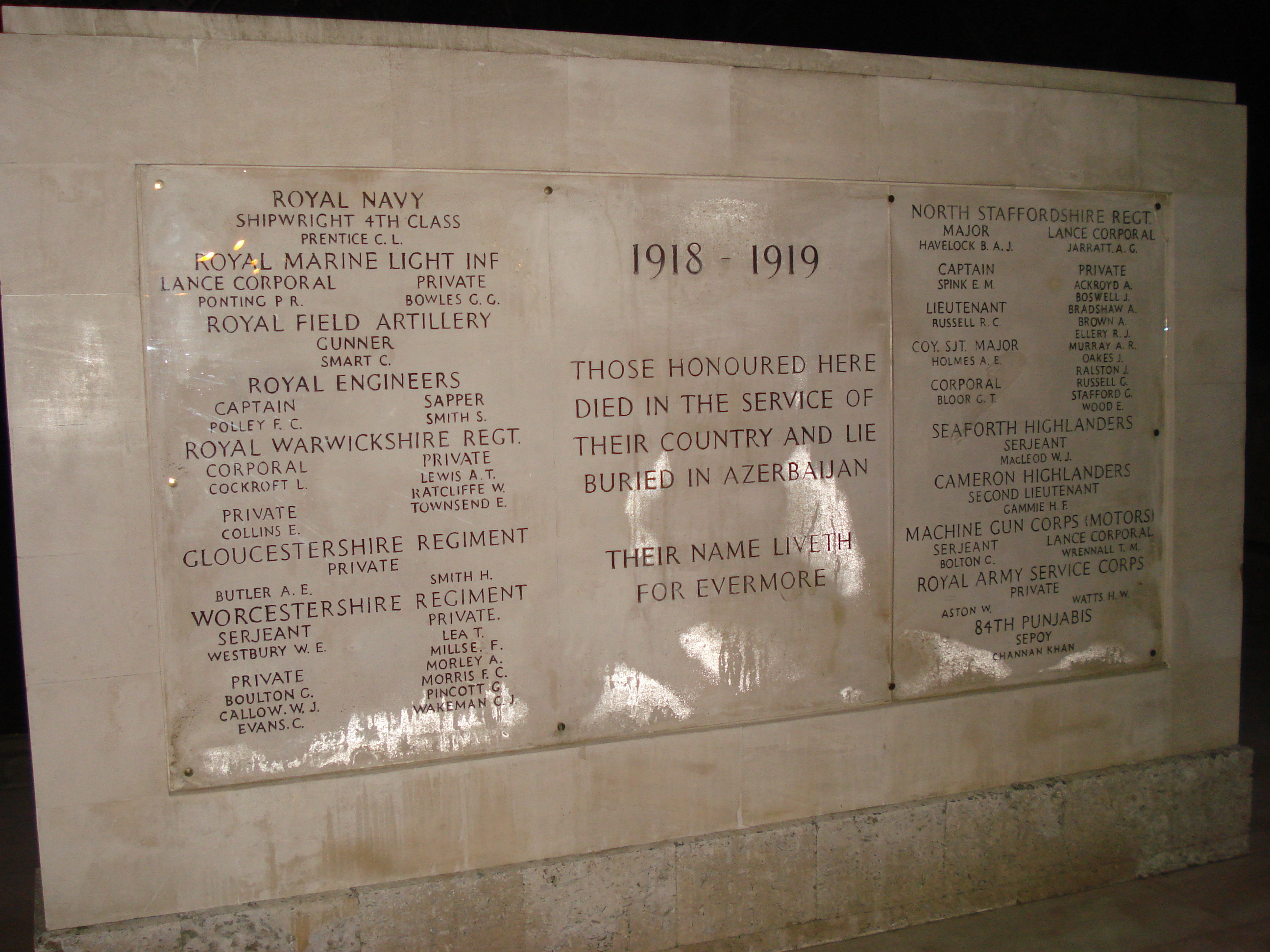
نصب تذكاري للجنود البريطانيين.